# Shōma Doi
Shōma Doi (土居 聖真 Doi Shōma?,  Yamagata, Yamagata, 21 de mayo de 1992) es un futbolista japonés. Juega de centrocampista y su equipo es el Montedio Yamagata de la J2 League de Japón.

## Trayectoria

### Clubes
| Club              | País  | Año           |
| ----------------- | ----- | ------------- |
| Kashima Antlers   | Japón | 2011-2024     |
| Montedio Yamagata | Japón | 2024-presente |

## Palmarés

### Títulos nacionales
| Título             | Club            | País  | Año  |
| ------------------ | --------------- | ----- | ---- |
| Copa J. League     | Kashima Antlers | Japón | 2011 |
| Copa J. League     | Kashima Antlers | Japón | 2012 |
| Copa J. League     | Kashima Antlers | Japón | 2015 |
| J1 League          | Kashima Antlers | Japón | 2016 |
| Copa del Emperador | Kashima Antlers | Japón | 2016 |
| Supercopa de Japón | Kashima Antlers | Japón | 2017 |

### Títulos internacionales
| Título                      | Club            | Sede    | Año  |
| --------------------------- | --------------- | ------- | ---- |
| Copa Suruga Bank            | Kashima Antlers | Kashima | 2012 |
| Copa Suruga Bank            | Kashima Antlers | Kashima | 2013 |
| Liga de Campeones de la AFC | Kashima Antlers | Teherán | 2018 |